# Danny Clinch
Danny Clinch (...) è un fotografo, regista e pubblicitario statunitense.

## Biografia
Originario del New Jersey. Studia alla New England School of Photography di Boston, all'Ocean County College for Visual Communications del New Jersey, e frequenta il workshop della Ansel Adams Gallery (diretto da Annie Leibovitz e David Hockney) e il workshop del Friends of Photography (diretto da Sylvia Plachy).

Inizia la sua carriera di fotografo come assistente proprio di Annie Leibovitz, passando poi sotto Steven Meisel e Mary Ellen Mark.
Attivo principalmente nell'ambito musicale ha realizzato servizi fotografici per artisti quali ad esempio: Tom Waits, Tom Petty, Bob Dylan, Bruce Springsteen, Patti Smith, PJ Harvey, Neil Young, Eric Clapton, Iggy Pop, David Byrne, Metallica, David Lee Roth, Ani DiFranco, Eddie Brickell, Norah Jones, Pearl Jam, Dave Grohl, Radiohead, Dave Matthews Band, Stray Cats, Phish, Moby, The Blind Boys of Alabama, nonché Simon & Garfunkel e The Police (per le rispettive reunion).
Nel 2003 ha fondato una compagnia cinematografica denominata Three on the Tree Productions, con base a New York.
Clinch ha lavorato anche in ambito pubblicitario coinvolgendo, spesso e volentieri, personaggi del mondo della musica in qualità di testimonial. Ha realizzato annunci per l'organizzazione American Civil Liberties Union, gli occhiali Ray-Ban, le automobili Jeep, la linea di abbigliamento di John Varvatos. Tra le opere più recenti è possibile citare la collaborazione con la TBWA per reclamizzare l'Absolut vodka, e che impiegava come testimonial i Wolfmother.
Tra le curiosità si può annoverare il fatto che Danny Clinch suona l'armonica a bocca, e che nell'autunno del 2007 è stato ospite dei Foo Fighters, durante un loro concerto. È inoltre accreditato come armonicista in un brano di In Your Honor e in un brano di Skin and Bones, album pubblicati sempre dalla band di Dave Grohl.

## Filmografia
Principali opere realizzate da Clinch in qualità di regista:
- 2002 - Ben Harper: Pleasure and Pain
- 2003 - 270 Miles from Graceland: Live from Bonnaroo 2003
- 2004 - Ani DiFranco: Trust
- 2004 - Guster on Ice: Live from Portland Maine
- 2004 - Specimens of Beauty
- 2005 - Live from Bonnaroo 2004
- 2006 - In the Sun: Michael Stipe and Special Guests
- 2006 - Los Lonely Boys: Brotherhood
- 2006 - Nickel Creek: Reasons Why
- 2007 - Pearl Jam: Immagine in Cornice[7]
- 2008 - Live from the Artists Den: Ben Harper
- 2008 - Where the Light Is: John Mayer Live in Concert
- 2008 - Between the Lines: Sara Bareilles Live at the Fillmore
- 2008 - Live from Jazz at Lincoln Center New York City
- 2009 - Dig It!